# Choerades amurensis
Choerades amurensis là một loài ruồi trong họ Asilidae. Choerades amurensis được Hermann miêu tả năm 1914. Loài này phân bố ở vùng Cổ Bắc giới.